# Steinkiste von Horne

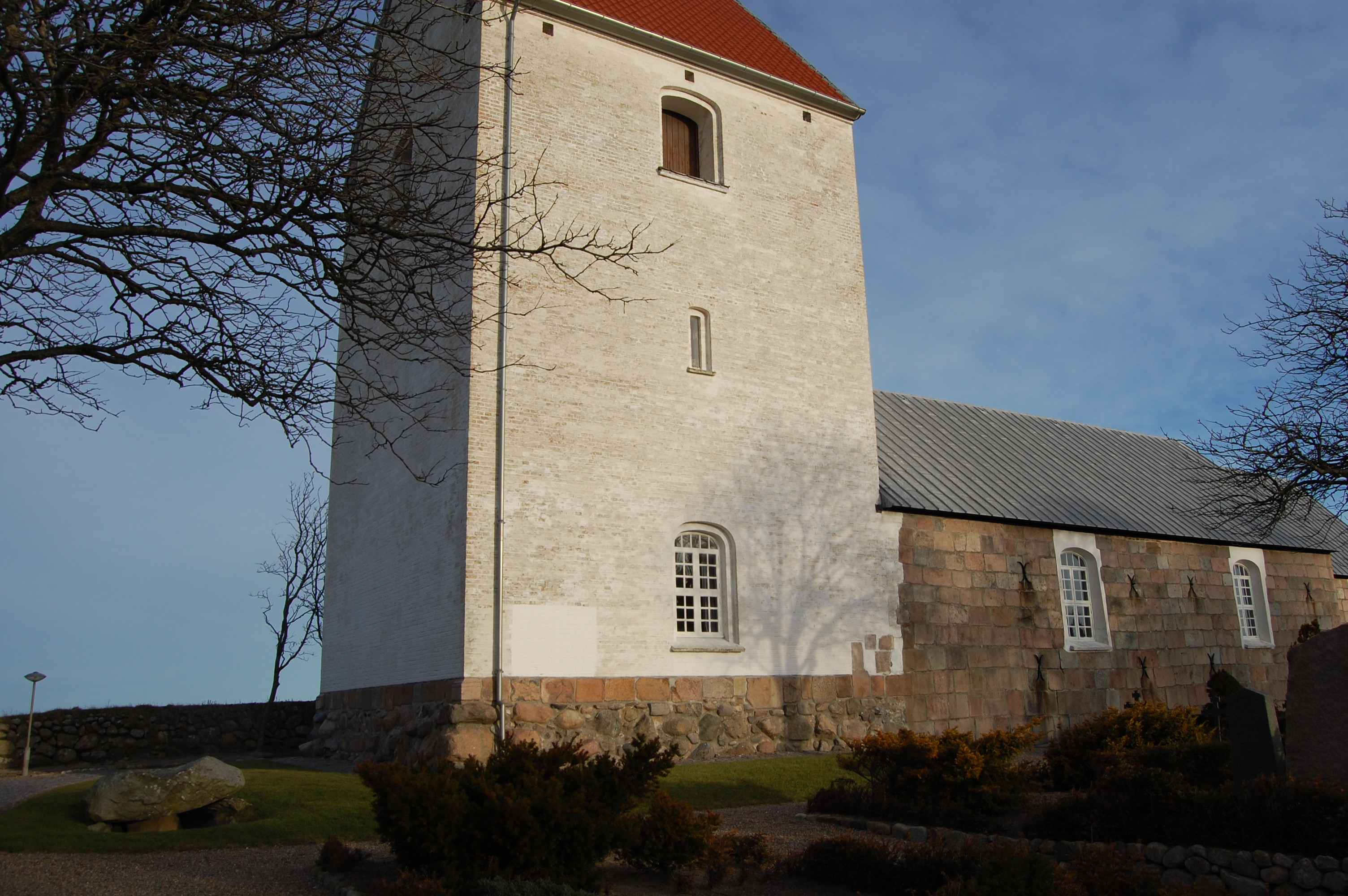
Die Steinkiste links

Die bronzezeitliche Steinkiste von Horne befindet sich auf dem Friedhof der Horne Kirke in der Hjørring Kommune im Vendsyssel in Nordjütland in Dänemark. Das Dorf Horne liegt etwa drei Kilometer südlich von Hirtshals. Die Horne Kirke ist eine Landkirche aus dem 12. Jahrhundert.
Die Steinkiste (dänisch Hellekiste/Stenkiste) wurde im Jahr 1939 entdeckt und im Jahr 1979 restauriert. Der große Deckstein der Kiste hat etwa 30 kleine Schälchen (dänisch skålgroper), so dass der Stein offensichtlich im religiösen Zusammenhang eine erweiterte Funktion hatte und u. U. für Fruchtbarkeitsrituale verwendet wurde.
In der Nähe liegt der Dysse von Tornby, der nördlichste erhaltene Dolmen Dänemarks.